# فيفيانيت
فيفيانيت هو معدن من معادن الفوسفات لعنصر الحديد، له الصيغة العامة Fe3(PO4)2 · 8 H2O، وهو يوجد في العديد من البيئات الجيولوجية.
يمكن أن يحوب المعدن على آثار من عناصر المنغنيز أو المغنسيوم أو الكالسيوم؛ بالتالي يمكن أن يوجد بألوان مختلفة. المعدن النقي عديم اللون، ولكنه يمكن أن يتأكسد بسهولة بحيث يرافق ذلك تغير في اللون أيضاً.
قام أبراهام فيرنر بإطلاق تسمية فيفيانيت على هذا المعدن سنة 1817، وذلك إما نسبة إلى جون هنري فيفيان  أو جيفري فيفيان ، حيث أن كلاهما له صلة بعلم المعادن.

## هوامش
1. ↑   John Henry Vivian
2. ↑  Jeffrey G. Vivian